# Taraxacum undulatum
Taraxacum undulatum — вид квіткових рослин з родини айстрових (Asteraceae). Ареал: Латвія, Бельгія, Люксембург, Чехія, Словаччина, Данія, Фінляндія, Франція, Німеччина, Велика Британія, Ірландія, Нідерланди, північноєвропейська Росія, Норвегія, Польща, Швеція, Україна; натуралізований у Британській Колумбії; це багаторічна рослина помірних біомів.
Taraxacum undulatum sect. Taraxacum. Основні діагностичні ознаки цього таксону включають: листя товсті середньо-зелені, бічні частки загнуті, тупі, верхні краї опуклі, нерозділені, нижні краї прямі або увігнуті з одним великим зубцем; кінцева частка тупа, широко трикутна; черешки зелені, крилаті; зовнішні приквітки горизонтальні, 5 мм завширшки та 12–13 мм завдовжки, чітко облямовані; квіткові голови опуклі, у діаметрі 45–50 мм.